# Maria Federici
Pour les articles homonymes, voir Federici.
 (mars 2025).
Si vous disposez d'ouvrages ou d'articles de référence ou si vous connaissez des sites web de qualité traitant du thème abordé ici, merci de compléter l'article en donnant les références utiles à sa vérifiabilité et en les liant à la section « Notes et références ».
En pratique : Quelles sources sont attendues ? Comment ajouter mes sources ?
Maria Federici, née Anna Maria Agamben le 19 septembre 1899 à L'Aquila et morte le 28 juillet 1984 à Rome, est une antifascite, femme politique et députée du parti Démocratie chrétienne.

## Biographie
Anna Maria Agamben est née dans une riche famille d'origine arménienne. Elle fait ses études dans la capitale des Abruzzes, puis obtient son diplôme de lettres à l'université de Rome La Sapienza. Elle se consacre à l'enseignement de la littérature et de l'histoire dans des établissements secondaires. À Rome, elle rencontre le dramaturge Mario Federici, qu'elle épouse en 1926.
Pour échapper aux contraintes culturelles du régime fasciste, en 1929, le couple émigre à l'étranger, en Bulgarie, en Égypte et enfin à Paris. Elle enseigne dans les instituts culturels italiens. Dans la capitale française, elle commence à aborder la politique, fréquentant les cercles antifascistes et féministes des exilés italiens.
En 1939, les Federici retournent en Italie et Maria fait partie de la Résistance de la capitale. Elle est également active dans les secteurs syndical et féministe, devenant déléguée de l'Unione Donne dell'Azione Cattolica italiana.
En 1944, elle est élue déléguée au congrès constitutif des Associations chrétiennes des travailleurs italiens (ACLI). Entre 1944 et 1945, elle participe à la fondation du Centro italiano femminile (CIF), dont elle est présidente jusqu'en 1950.
Élue dans la circonscription de Pérouse-Terni-Rieti, elle fait partie des 21 femmes élues à l'Assemblée constituante de la république italienne (les premières de toute l'histoire parlementaire du pays). Avec Teresa Noce, Nilde Iotti (PCI), Rita Montagnana (PCI), Lina Merlin et Ottavia Penna Buscemi, elle fait partie des cinq femmes à rejoindre la commission chargée d'élaborer une nouvelle constitution présidée par Meuccio Ruini.
Aux élections législatives de 1948, elle est élue députée dans la même circonscription. Elle est membre de la Commission XI (Travail et Sécurité sociale) pendant toute la durée de son mandat et de la Commission parlementaire d'enquête sur le chômage à partir de mai 1951. En 1950, avec Lina Merlin, Angela Guidi Cingolani et Maria De Unterrichter Jervolino (en), elle crée la Commission  italienne de défense morale et sociale des femmes pour lutter contre la prostitution féminine.
En 1947, avec d'autres personnalités féminines dont Fedra Farolfi (it), elle fonde l'Associazione Nazionale Famiglie Emigrate (ANFE), dont le but est d'aider les familles contraintes d'émigrer de leur pays d'origine, et en est la présidente jusqu'en 1981. Elle publie en 1957 le livre Il cesto di lana, consacré à la place des femmes italiennes dans la société.

## Ouvrage
- Maria Federici Agamben, Il cesto di lana, Roma, Sales, 1957.